# Правоъгълен триъгълник
Правоъгълен триъгълник е вид триъгълник, на който един от ъглите е прав (90°). Останалите 2 ъгъла са остри.

## Страни
Най-дългата страна в триъгълника е тази, която лежи срещу правия ъгъл и се нарича хипотенуза. Другите две страни се наричат катети.
Зависимостта между дължините на трите страни в правоъгълен триъгълник се изразява с Питагоровата теорема.
Отношението на дължините на които и да е две страни се изразява с тригонометрична функция.

## Свойства
- Питагорова теорема: Сумата от квадратите на дължините на катетите е равна на квадрата от дължината на хипотенузата:

{\displaystyle AC^{2}=AB^{2}+BC^{2}}.
- Обратна теорема на Питагоровата теорема: Ако сумата от квадратите на дължините на две страни на триъгълник е равна на квадрата от дължината на третата страна, то триъгълникът е правоъгълен.

- Дължината на медианата към хипотенузата е равна на 1/2 от дължината на хипотенузата.

Това лесно се доказва с помощта на насочени отсечки.
Ако разгледаме насочените отсечки {\displaystyle {\vec {AB}},{\vec {BC}},{\vec {AM}}}, то за триъгълника АМС е изпълнено: {\displaystyle {\vec {AM}}={\vec {AB}}+{\vec {BC}}/2\,}, а за триъгълника АВС е изпълнено: {\displaystyle {\vec {BC}}={\vec {BA}}+{\vec {AC}}\,}, откъдето следва, че: {\displaystyle {\vec {AM}}=({\vec {AB}}+{\vec {AC}})/2\,}, тъй като {\displaystyle {\vec {BA}}=-{\vec {AB}}}. Ако повдигнем двете страни на квадрат, ще получим: {\displaystyle AM^{2}={\frac {(AB^{2}+AC^{2})}{4}}} (произведението на перпендикулярни вектори е 0).
От Питагоровата теорема, за триъгълника ABC е в сила равенството: {\displaystyle BC^{2}=AB^{2}+AC^{2}}, откъдето следва, че: AM = BC/ 2.
- Лицето на правоъгълен триъгълник е равно на 1/2 от произведението на дължините на катетите.

- Теорема на Талес: Центърът на описаната около правоъгълен триъгълник окръжност лежи на хипотенузата.
- Ако един от острите ъгли е равен на 30 градуса, то катетът, лежащ срещу този ъгъл, е равен на 1/2 от хипотенузата.